# Лиам О’Доннелл
Лиам О’Доннелл (англ. Liam O'Donnell; 12 апреля 1982, Рандолф, Массачусетс, США) — американский сценарист, продюсер и режиссёр.

## Биография
Лиам О’Доннелл родился 12 апреля 1982 года в Рандолфе, штат Массачусетс, США. Он является продюсером и сценаристом, известным по фильмам Скайлайн (2010), Скайлайн 2 (2017) и Скайлайн 3 (2020), последние два из которых он также срежиссировал.

## Карьера
Прославился своей работой с братьями Штраус, в основном над трилогией «Скайлайн». До этого, писал сценарии для клипов на песни 50 Cent «Get Up», Ашера «Love in this Club» и «Moving Mountains», и Flyleaf «Fully Alive».

## Личная жизнь
Является племянником Лоуренса О’Доннелла.
Женат на Фет Махатхонгди с 12 декабря 2009 года. У них один ребенок.

## Фильмография
- 2025 Скайлайн 4 (сценарист, продюсер и режиссёр)[2]
- 2020 Скайлайн 3 (продюсер и режиссёр)
- 2019 Порталы (продюсер и режиссёр)
- 2017 Скайлайн 2 (продюсер и режиссёр)
- 2012 The Bay (co-продюсер)
- 2010 Скайлайн (продюсер)